# ألعاب الدول الصغيرة الأوروبية 1989
عقدت ألعاب الدول الصغيرة الأوروبية 1989 في جمهورية قبرص في الفترة من 17 مايو إلى 29 مايو وشارك حوالي 675 رياضي في الحدث.

## الرياضات
- ألعاب القوى.
- كرة السلة.
- ركوب الدراجات.
- الجودو.
- الرماية.
- السباحة.
- التنس.
- الكرة الطائرة.

## جدول الميداليات
الجدول التالي يوضح عدد الميداليات التي حصلت عليها كل دولة:
| الترتيب | منتخب      | ذهبية | فضية | برونزية | المجموع |
| ------- | ---------- | ----- | ---- | ------- | ------- |
| 1       | قبرص       | 26    | 25   | 28      | 79      |
| 2       | أيسلندا    | 21    | 20   | 9       | 50      |
| 3       | لوكسمبورغ  | 12    | 16   | 18      | 46      |
| 4       | موناكو     | 5     | 7    | 9       | 21      |
| 5       | ليختنشتاين | 5     | 2    | 7       | 14      |
| 6       | أندورا     | 3     | 1    | 4       | 8       |
| 7       | سان مارينو | 2     | 4    | 2       | 8       |
| 8       | مالطا      | 1     | 1    | 3       | 5       |